# Flesch István
Flesch István (Jánosháza, 1907. február 27. – Budapest, 1999. május 7.) gyermekgyógyász, egyetemi magántanár.

## Élete
Flesch Izidor (1879–1914) könyvelő, gabonakereskedő és Peham Antónia (1883–1908) fiaként született zsidó családban a Vas vármegyei Jánosházán. Egyéves korában hastífusz következtében elvesztette édesanyját, majd hétévesen teljes árvaságra jutott. Apai nagyanyja, Kliger Babetta (1851–1937) nevelte. Bátyja Flesch László (1905–?) magántisztviselő. A Zalaegerszegi Magyar Királyi Állami Deák Ferenc Reálgimnáziumban 1925-ben jeles érettségit tett. Tanulmányait a pécsi Erzsébet Tudományegyetem Orvostudományi Karán folytatta, ahol 1932 júniusában orvosdoktorrá avatták. Ugyanebben az évben kitért a római katolikus vallásra. 1935-ben jogosulttá vált a gyermekbetegségek szakorvosa cím használatára.
Orvosi oklevelének megszerzése után a budapesti Pázmány Péter Tudományegyetem Gyermekgyógyászati Klinikájának díjtalan gyakornoka (1933–1936), fizetéstelen tanársegéde (1936–1947), fizetéses tanársegéde (1947–1949) volt. 1949-ben kinevezték a Szabadsághegyi Állami Gyermekszanatórium igazgató-főorvosává. 1957 márciusáig vezette az intézményt, majd kivándorolt Izraelbe, ahonnan egy év után hazatért. Az 1960-as évek elejétől a Fővárosi Tanács Gyermek TBC Védelmi Központját vezette és gyermektüdőgyógyász specialistaként dolgozott 1977-ig nyugdíjazásáig. Nyugalomba vonulása után is dolgozott. 1992-ben, 85 évesen hagyta abba az aktív orvosi tevékenységét, de továbbra is jelentek meg szakcikkei.

### Családja
1933. április 30-án vette feleségül Szövényi László pénzügyi főtanácsos, ügyvéd és Horváth Róza leányát, Ilonát a Margit-körúti római katolikus plébániatemplomban. Fiuk Flesch István.

## Művei
- Alimentaris lipoidaemia és hypophysis hátsólebenyhatás. Recht Istvánnal. (Orvosképzés, 1934, 2.)
- A csecsemőkori empyema kezelése. (Budapesti Orvosi Újság, 1935, 42.)
- Dermatitis bullosa-járvány gyermeknyaralótelepen. (Orvosi Hetilap, 1936, 18.)
- Haematológiai vizsgálatok értékelése gyermekkori középfülgyulladásokban. György Edével. (Orvosképzés, 1938, 1.)
- Serumbetegség alatti collapsus kezelése. Kiss Pállal. (Orvosi Hetilap, 1939, 51.)
- Adatok a „latens serumbetegség” kérdéséhez. (Orvosi Hetilap, 1940, 29–32.)
- A szemfenéki kép és annak jelentősége streptomycinnel kezelt gyermekkorigümős agyhártyagyulladásban és kölesgümőkórban. Mezey Pállal. (Szemészet, 1950, 2.)
- Hyperlymphocytosis acuta asymptomatica. Baintner Magdával, Takács Ilonával. (Gyermekgyógyászat, 1950, 1.)
- A BCG-zett gyermekek tuberculosisa. Halász Stefániával. – A BCG időszerű kérdései. (Gyermekgyógyászat, 1951, 9.)
- Essentialis pulmonalis haemosiderosis. Schuler Dezsővel, Szőke Gyulával. (Gyermekgyógyászat, 1953, 10.)
- Tapasztalataink ISONICIDDEL a meningitis tbc kezelésében. Pintér Gabriellával, Szőke Gyulával, Tóth Évával. (Gyermekgyógyászat, 1953, 12.)
- A tuberkulózis elleni védőoltás. (Orvosi Hetilap, 1953, 28.)
- Újabb adatok a BCG védoltott gyermek tuberkulózisához. Halász Stefániával. (Orvosi Hetilap, 1953, 32.)
- Sympathogonioma, seu Neuroblastoma infantum. Pozsonyi Józseffel. (Gyermekgyógyászat, 1954, 3.)
- A meningitis-, és acut miliaris tbc kezelésének mai állása. Pintér Gabriellával, Szőke Gyulával, Tóth Évával. (Gyermekgyógyászat, 1954, 8.)
- A BCG-kérdés mai állása. Halász Stefániával. (Gyermekgyógyászat, 1954, 11.)
- Hővel elölt BCG vaccinával végzett bőrpróba (BCG-test)-vizsgálatok. Halász Stefániával, Szeniczey Kornéliával, Tóth Évával. (Orvosi Hetilap, 1954, 25–26.)
- Alvási reactió intrathekalis streptomycin injectió után. Pozsonyi Józseffel. (Gyermekgyógyászat, 1955, 4.)
- A bölcsődei orvos a tbc elleni küzdelem szolgálatában. (Gyermekgyógyászat, 1955, 5.)
- Adatok a BCG-oltás preventiv és therapiás hatásához. Halász Stefániával. (Gyermekgyógyászat, 1955, 12.)
- A kórelőzmény tanulságai gümőkóros agyhártyagyulladásban. Szócska Miklóssal, Szőke Gyulával. (Gyermekgyógyászat, 1956, 2.)
- Az 1959. évi iskolai BCG-oltások eredményei a Fővárosban. (Gyermekgyógyászat, 1960, 10.)
- Adatok a csecsemőkori tbc-halálozás megelőzéséhez. Nyárády Ivánnal, Demény Évával. (Gyermekgyógyászat, 1960, 18.)
- Az újszülöttkori BCG-oltások tuberkulin-ellenőrzése HUMAN T. T. Forte-tapasszal. (Gyermekgyógyászat, 1960, 36.)
- Iskoláskorúak ernyőfényképszűrésének tapasztalatai a fővárosban. Pál Lászlóval. (Gyermekgyógyászat, 1962, 3.)
- BCG-oltások Budapesten. (Orvosi Hetilap, 1962, 22.)
- A tanköteles korba lépő gyermekek tuberkulin-szűrővizsgálatainak tapasztalatai a fővárosban. (Gyermekgyógyászat, 1963, 7.)
- A BCG oltások jelentősége a gümőkóros környezetben élő (kontakt) gyermekek védelmében. (Gyermekgyógyászat, 1963, 11.)
- Adatok a BCG-s nyirokcsomók meszesedéséhez. (Orvosi Hetilap, 1964, 21.)
- Összehasonlító vizsgálatok fagyasztva szárított (liofil) és folyékony BCG-vaccinával oltott újszülötteken és gyermekeken. Lugosi Lászlóval, Csordás Ilonával. (Gyermekgyógyászat, 1965, 5.)
- Adatok a BCG-oltások előtti tuberkulinszűréshez. (Gyermekgyógyászat, 1966, 1.)
- A fővárosi gyermek-tbc elleni küzdelem tíz éve (1959-1969). (Gyermekgyógyászat, 1971, 1.)
- Összehasonlító tuberkulin vizsgálatok 5 TE PPD-Mantoux- és humán Forte tapasz-próbával. Lugosi Lászlóval, Perényi Katalinnal, Pintér Gabriellával, Ring Rózsával és Szőcs Gabriellával. (Gyermekgyógyászat, 1986, 3.)
- Észrevételek a gyermek tbc elleni küzdelem jelenlegi hazai gyakorlatáról. (Gyermekgyógyászat, 1987, 3.)
- Tuberkulin-vizsgálatok 1-10 éves korú atopiás dermatitises gyermekeken. Lencsér Katalinnal, Ring Rózsával. (Gyermekgyógyászat, 1988, 4.)
- Sajátos lokalizációjú nummularis ekzema BCG-vel újraoltott kisdeden. Török Évával. (Gyermekgyógyászat, 1989, 1.)
- A Tuberkulin-szenzibilizáltság gyermekgyógyászati jelentősége. (Gyermekgyógyászat, 1992, 2.)
- Új koncepció a pulmonális tbc-s (kezdeti) primer góc keletkezéséről. (Gyermekgyógyászat, 1992, 4.)

## Díjai, elismerései
- Érdemes orvos
- Kiváló orvos (1953)
- Bókay János-emlékérem (1957)